# Henri Duphot
Pour les articles homonymes, voir Duphot.
Henri Duphot, né le 1er août 1810 à Bordeaux et mort le 23 novembre 1889  dans cette même commune, est un architecte français.

## Biographie
Henri Duphot entre à l'École des beaux-arts de Lyon en 1829 où il suit jusqu'en 1830 les cours de l'architecte néo-classique Chenavard évoluant vers le médiévalisme, puis en 1831 et 1832 à l'école des beaux-arts de Paris, à l'atelier de l'architecte François Debret. Il s'installe à Bordeaux à partir de 1835. Il a un rôle très actif au sein de la Commission des monuments historiques dès sa création. Passionné par le Moyen Âge, il présente à cette commission ses relevés des églises de Bordeaux (basilique Saint-Seurin) et des communes environnantes (notamment Uzeste, Bazas...).
En 1847; il construit l'Hôtel de la Caisse d’Épargne de Bordeaux aux références italianisantes. Ce programme inédit et très fonctionnel fera école dans l'histoire de l'architecture bancaire.
Il est nommé architecte de la ville de Bordeaux en 1849 mais ne conserve ses fonctions que quelques mois.
À partir de 1852, il est chargé de la construction de l'église Saint-Amand à Caudéran et rencontre de nombreuses difficultés auprès de la Commissions des arts et édifices religieux où son éclectisme est perçu comme une maladresse, notamment par Mérimée.
Henri Duphot épouse en 1838 sa cousine, Élisabeth Cécile Marrault (1813-1874) petite-fille du riche négociant et consul de Hambourg, Daniel-Christophe Meyer. Il s'assure ainsi de relations et d'un réseau de clientèle dans la bourgeoisie locale lui apportant des commandes privées. Pour ces réalisations privées son style architectural se caractérise par un certain éclectisme teinté d'anglomanie apprécié de sa clientèle.
Son fils Abel Valentin Duphot (1840-1878) sera également architecte.

## Réalisations
- Commandes publiques :
  - Presbytère de Margaux (1841) ;
  - Hôtel de la Caisse d’Épargne de Bordeaux (1847) ;
  - Mairie-école de Margaux (1841) ;
  - Églises[1] :
    - Saint-Jean-Baptiste à Libourne (1845);
    - Saint-Gervais-Saint-Protais à Langon (1845) ;
    - Saint-Amand à Caudéran (1852) ;
    - Saint-Étienne à Saint-Estèphe (1853) ;
    - Saint-Vincent à Portets (1861) ;
    - Notre-Dame à Virelade  (1866).
- Commandes privées :
  - château Phélan Ségur à Saint-Estèphe (1843) ;
  - château Cantemerle à Macau (v. 1851) ;
  - château Beaumont à Cussac-Fort-Médoc (1854) ;
  - château Pichon Longueville Comtesse de Lalande à Pauillac (1855) ;
  - château de Fournils à Saint-Laurent-des-Hommes (1858) ;
  - château de Grenade à Saint-Selve (1859) ;
  - château Lagrange à Saint-Julien-Beychevelle (v. 1860) ;
  - château de Virelade à Virelade  (v. 1860) ;
  - château Haussmann à Cestas (1862)
  - château Latour à Pauillac (1862) ;
  - château Beychevelle à Saint-Julien-Beychevelle (1874) ;
  - Château Lanessan à Cussac-Fort-Médoc (1875) ;
  - La Ferme Suzanne au château Giscours à Labarde (1875).

## Distinctions
Henri Duphot est admis comme membre correspondant à la société académique d'architecture de Lyon le 7 juillet 1849. Il fait partie des fondateurs de la société des architectes de Bordeaux. Il est également lauréat de la Société centrale des Architectes français.